# IC 2511
IC 2511 = IC 2512 ist eine Balken-Spiralgalaxie vom Hubble-Typ SBab im Sternbild Luftpumpe am Südsternhimmel. Sie ist schätzungsweise 120 Millionen Lichtjahre von der Milchstraße entfernt.
Das Objekt wurde am 30. Dezember 1897 von Lewis Swift entdeckt.